# Zarębisko
Zarębisko (dodatkowa nazwa w j. kaszub. Zarãbiskò) – kolonia w Polsce, w województwie pomorskim, w powiecie kartuskim, w gminie Sierakowice.
Miejscowość leży na Pojezierzu Kaszubskim. Wchodzi w skład sołectwa Tuchlino.
Do 2023 miejscowość była częścią wsi Kujaty.
W latach 1975–1998 Zarębisko administracyjnie należało do województwa gdańskiego.

## Historia
Od końca I wojny światowej wieś znajdowała się ponownie w granicach Polski (powiat kartuski). Do 1918 roku obowiązującą nazwą niemieckiej administracji dla Zarębiska była Zarembisko. Podczas okupacji niemieckiej nazwa Zarembisko w 1942 roku została przez nazistowskich propagandystów niemieckich (w ramach szerokiej akcji odkaszubiania i odpolszczania nazw niemieckiego lebensraumu) zweryfikowana jako zbyt kaszubska i przemianowana na nowo wymyśloną i bardziej niemiecką – Sarmbusch.